# Stenalcidia pseudocculta
Stenalcidia pseudocculta là một loài bướm đêm trong họ Geometridae.